# Єртарський
Єрта́рський (рос. Ертарский) — селище у складі Тугулимського міського округу Свердловської області.
Населення — 1185 осіб (2010, 1639 у 2002).
До 12 жовтня 2004 року селище мало статус селища міського типу.